# زانكليفيري
زانكليفيريون (Ζαγκλιβέριον) هي قرية وكومونة تابعة لبلدية لانكاداس.  كانت جزءًا من بلدية كاليندويا قبل إصلاح الحكومة المحلية لعام 2011، وكانت وقتها مقر بلدية. [2] سجل تعداد 2011 سكان القرية 2,170 نسمة.  يغطي مجتمع زاجليفري مساحة 63.224 كيلومتر مربع. 
وفقًا لإحصاءات فاسيل كانشوف ("مقدونيا والإثنوغرافيا والإحصاء")، كان يعيش في القرية 900 مسيحي يوناني و 260 تركي في عام 1900.